# Zecca di Siscia

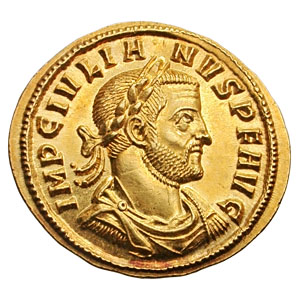
Aureo di Giuliano, zecca di Siscia (283/284); IMP C IVLIANVS P F AVG, busto a destra, laureato, drappeggiato e corazzato

La zecca di Siscia fu una zecca romana con sede nella città balcanica di Siscia. Il suo segno di zecca incluse sempre le lettere 'SIS(C)' ed ebbe sempre tre officine per le monete in bronzo.
Siscia fu una zecca fondata nel 262 dagli imperatori Valeriano e Gallieno allo scopo di avere a disposizione una produzione di denaro, in caso di necessità, nelle province periferiche, lì dove le esigenze di difesa dell'Impero rendevano necessarie le spese militari; per tale motivo fu utilizzata ad intermittenza sotto il regno congiunto dei due imperatori e poi durante quello di Gallieno da solo, probabilmente quando la corte imperiale risiedeva nei Balcani. La zecca fu poi attiva sotto Claudio il Gotico. Dopo una breve produzione per Quintillo, insieme alla zecca di Cizico fu la prima a passare dalla parte di Aureliano, di cui fu la zecca principale all'inizio del suo regno (270); la conquista del controllo di questa zecca permise infatti ad Aureliano di coniare le monete auree che utilizzò per premiare i soldati che ne sostennero l'ascesa al trono.
Fu controllata dall'usurpatore Giuliano, che tramite le emissioni di monete di questa zecca propagandò la sua promessa di libertà.
Fu utilizzata in epoca tetrarchica per servire la diocesi di Galerio. Tra la metà del 317 e il tardo 318, la zecca di Siscia coniò delle monete che celebravano gli antenati divinizzati di Costantino I. Sempre in quel periodo, la zecca coniò una versione di una moneta in bronzo in cui Costantino indossava un elmo crestato recante il simbolo cristiano del chi-rho, utilizzato anche in altre emissioni come segno di zecca; fu anche tra le zecche che periodicamente utilizzarono l'effigie di Costantino laureato con lo sguardo alzato al cielo, in posa di orante cristiano.
La zecca fu chiusa nel 387 circa, tra l'ascesa al trono di Arcadio e quella di Onorio.